# 山岡義典
山岡 義典（やまおか よしのり、1941年4月12日 - ）は日本の市民活動家、都市計画家、地域研究者。法政大学名誉教授。専門は非営利組織論、都市・地域計画論。助成財団センター理事長、市民社会創造ファンド運営委員長、日本NPOセンター顧問、シューレ大学アドバイザー。

## 経歴
旧満洲国（現・中国東北部）生まれ、広島で育つ。東京大学工学部建築学科卒業。同大学院数物系研究科にて都市計画学を専攻。大学院在籍中に、太田博太郎のもとで「妻籠宿保存計画」の策定、丹下健三のもとで「大阪万国博覧会会場計画」の策定に関わる。
1969年から都市計画設計研究所にて都市計画の実務に従事。1977年、トヨタ財団プログラムオフィサー（のちにプログラムディレクター）。研究助成や市民活動助成のプログラム開発・運営を担当。1992年、同財団を退職、フリーのコンサルタントとしてNPO・市民活動に関する調査研究や政策立案に関わる。この間、武蔵野美術大学非常勤講師や日本福祉大学客員教授などを務める。
1996年、日本NPOセンターを設立、常務理事・事務局長に就任、NPO法人制度の実現に尽力。2004年、副代表理事、2008年、代表理事、2012年、顧問。2002年、市民社会創造ファンドを設立、企業フィランソロピーの新しい仕組みとして市民活動助成に取り組む。
2001年、法政大学現代福祉学部教授・法政大学大学院人間社会研究科教授に就任。2009年、ボランティアセンター設立とともに、同センター長。また、同年5月に設置された法政大学大学院多摩共生社会研究所の所長も務める。2012年3月、退任。この間、大学院人間社会研究科長（2002年度-2004年度）、大学院委員会議長（2004年度-2006年度）を務める。
2011年3月、東日本大震災現地NPO応援基金を設立する。2014年、公益財団法人助成財団センター理事長。

## 著書
- 『日本の都市空間』（伊藤ていじらとの共編著）　彰国社、1965年
- 『日本の財団』（林雄二郎との共著）　中央公論新社〈中公新書〉、1984年
- 『日本の企業家と社会文化事業』（共編著）　東洋経済新報社、1987年
- 『フィランソロピーと社会』（共編著）　ダイヤモンド社、1993年
- 『パブリック・アートは幸せか』（編著）　公人の友社、1994年
- 『時代が動くとき-社会の変革とNPOの可能性』　ぎょうせい、1999年
- 『NPO非営利セクターの時代』（共編）　ミネルヴァ書房、2001年
- 『NPO基礎講座（新版）』（編著）　ぎょうせい、2005年
- 『NPO実践講座（新版）』（編著）　ぎょうせい、2008年

## 関連文献
- 『現代福祉研究』第12号（法政大学現代福祉学部、2012年）